# Kermaria-Sulard
Kermaria-Sulard é uma comuna francesa na região administrativa da Bretanha, no departamento Côtes-d'Armor. Estende-se por uma área de 9 km². Em 2010 a comuna tinha 1 073 habitantes (densidade: 119,2 hab./km²).